# Novooleksandrivka, Kalanceak
Novooleksandrivka (în ucraineană Новоолександрівка) este o comună în raionul Kalanceak, regiunea Herson, Ucraina, formată numai din satul de reședință.

## Demografie
Componența lingvistică a comunei Novooleksandrivka
     Ucraineană (61,02%)
     Rusă (38,07%)
     Alte limbi (0,46%)
Conform recensământului din 2001, majoritatea populației comunei Novooleksandrivka era vorbitoare de ucraineană (61,02%), existând în minoritate și vorbitori de rusă (38,07%).